# Limbodessus mirandaae
Limbodessus mirandaae är en skalbaggsart som beskrevs av Watts och William F. Humphreys 2006. Limbodessus mirandaae ingår i släktet Limbodessus och familjen dykare. Inga underarter finns listade i Catalogue of Life.